# Bread and Puppet Theatre

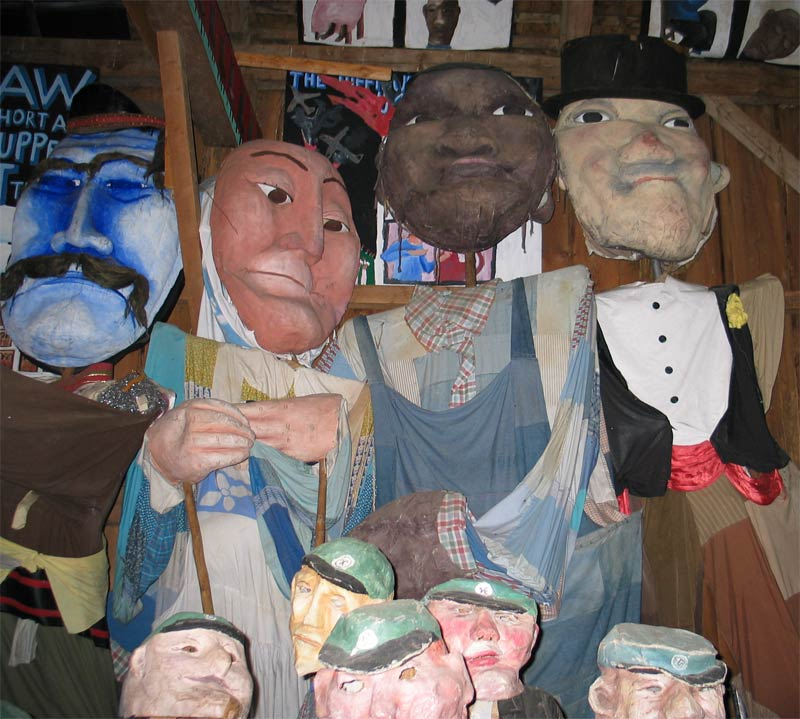
Marionetas del Bread & Puppet en el museo de Glover, Vermont.

El Bread and Puppet Theatre es una compañía de teatro de marionetas estadounidense creada en 1963, que se caracteriza por combinar en sus espectáculos actores y marionetas gigantes. Tiene una actitud muy crítica políticamente, que la llevó a oponerse a la Guerra de Vietnam, al gobierno de George W. Bush, etc.  